# Cape Royale (Texas)
Cape Royale es un lugar designado por el censo ubicado en el condado de San Jacinto en el estado estadounidense de Texas. En el Censo de 2010 tenía una población de 670 habitantes y una densidad poblacional de 70,31 personas por km².

## Geografía
Cape Royale se encuentra ubicado en las coordenadas 30°39′12″N 95°7′51″O / 30.65333, -95.13083. Según la Oficina del Censo de los Estados Unidos, Cape Royale tiene una superficie total de 9.53 km², de la cual 5.09 km² corresponden a tierra firme y (46.59%) 4.44 km² es agua.

## Demografía
Según el censo de 2010, había 670 personas residiendo en Cape Royale. La densidad de población era de 70,31 hab./km². De los 670 habitantes, Cape Royale estaba compuesto por el 93.88% blancos, el 3.58% eran afroamericanos, el 0.75% eran amerindios, el 0% eran asiáticos, el 0% eran isleños del Pacífico, el 0.6% eran de otras razas y el 1.19% pertenecían a dos o más razas. Del total de la población el 4.48% eran hispanos o latinos de cualquier raza.